# Tethya minuta
Tethya minuta är en svampdjursart som beskrevs av Sarà,Sarà,Nickel och Brümmer 200. Tethya minuta ingår i släktet Tethya och familjen Tethyidae. Inga underarter finns listade i Catalogue of Life.